# Abelmoschus
Abelmoschus Medik. è un genere di piante della famiglia delle Malvacee.

## Tassonomia
Il genere comprende le seguenti specie:
- Abelmoschus angulosus Wall. ex Wight & Arn.
- Abelmoschus × caillei (A.Chev.) Stevels
- Abelmoschus crinitus Wall.
- Abelmoschus enbeepeegearensis K.J.John, Scariah, Nissar, K.V.Bhat & S.R.Yadav
- Abelmoschus esculentus (L.) Moench
- Abelmoschus ficulneus (L.) Wight & Arn.
- Abelmoschus hostilis (Wall. ex Mast.) M.S.Khan & M.S.Hussain
- Abelmoschus manihot (L.) Medik.
- Abelmoschus moschatus Medik.
- Abelmoschus muliensis K.M.Feng
- Abelmoschus palianus Sutar, K.V.Bhat & S.R.Yadav
- Abelmoschus sagittifolius (Kurz) Merr.